# Пениг
Пениг (њем. Penig) град је у њемачкој савезној држави Саксонија. Једно је од 61 општинског средишта округа Средња Саксонија. Према процјени из 2010. у граду је живјело 9.968 становника. Посједује регионалну шифру (AGS) 14522460.

## Географски и демографски подаци
Пениг се налази у савезној држави Саксонија у округу Средња Саксонија. Град се налази на надморској висини од 208 метара. Површина општине износи 63,3 km². У самом граду је, према процјени из 2010. године, живјело 9.968 становника. Просјечна густина становништва износи 157 становника/km².

## Међународна сарадња
| Мјесто | Држава     | Врста сарадње | Од    |
| ------ | ---------- | ------------- | ----- |
|        | Швајцарска | контакт       | 2000. |
| Извор  |            |               |       |